# Daniel Chapo
Daniel Francisco Chapo (ur. 6 stycznia 1977 w Inhamindze) – mozambicki polityk, prawnik, nauczyciel akademicki i dziennikarz, członek Frontu Wyzwolenia Mozambiku (FRELIMO). Od 15 stycznia 2025 prezydent Mozambiku.

## Życiorys
Urodził się w miejscowości Inhaminga w prowincji Sofala, jako szóste z dziesięciorga dzieci kolejarza i gospodyni domowej. W dzieciństwie przeprowadził się wraz z rodziną do Dondo. W 2000 ukończył studia prawnicze na Uniwersytecie Eduarda Mondlanego w Maputo, zaś w 2004 – studia z zakresu zarządzania na Uniwersytecie Katolickim Mozambiku w Beirze. Początkowo pracował jako dziennikarz radiowy i telewizyjny. Od 2005 był notariuszem, a następnie (od 2009) wykładowcą prawa konstytucyjnego i nauk politycznych na Uniwersytecie Pedagogicznym w Nacali. W tym samym roku został administratorem dystryktu Nacala-a-Velha, w prowincji Nampula. W latach 2015–2016 zajmował analogiczne stanowisko w dystrykcie Palma (prowincja Cabo Delgado). Od 2016 do 2024 był gubernatorem prowincji Inhambane.
6 maja 2024 Komitet Centralny FRELIMO, wyznaczył go na kandydata partii w wyborach prezydenckich (otrzymał 225 na ogólną liczbę 239 oddanych głosów). 9 października 2024 zwyciężył w tych wyborach, uzyskując 70,67% głosów. 15 stycznia 2025 objął urząd prezydenta.
Jest żonaty z Guetą Selemane Chapo, z którą ma troje dzieci.